# Valdorros
Valdorros è un comune spagnolo di 322 abitanti situato nella comunità autonoma di Castiglia e León.